# Brossasco
Brossasco (piemontesisch Brossasch, okzitanisch Brousasc) ist eine Gemeinde in der italienischen Provinz Cuneo (CN), Region Piemont.

## Lage und Einwohner
Brossasco liegt 33 km nordwestlich von der Provinzhauptstadt Cuneo entfernt an der Varaita. Das Gemeindegebiet umfasst eine Fläche von 28 km² und hat 991 Einwohner (Stand 31. Dezember 2023). 1941 meldete die Enciclopedia moderna italiana noch 2085 Einwohner, was ein Rückgang von 50 % seit 80 Jahren bedeutet.
Die Nachbargemeinden sind Frassino, Gambasca, Isasca, Martiniana Po, Melle, Sampeyre, Sanfront, Valmala und Venasca.

## Geschichte

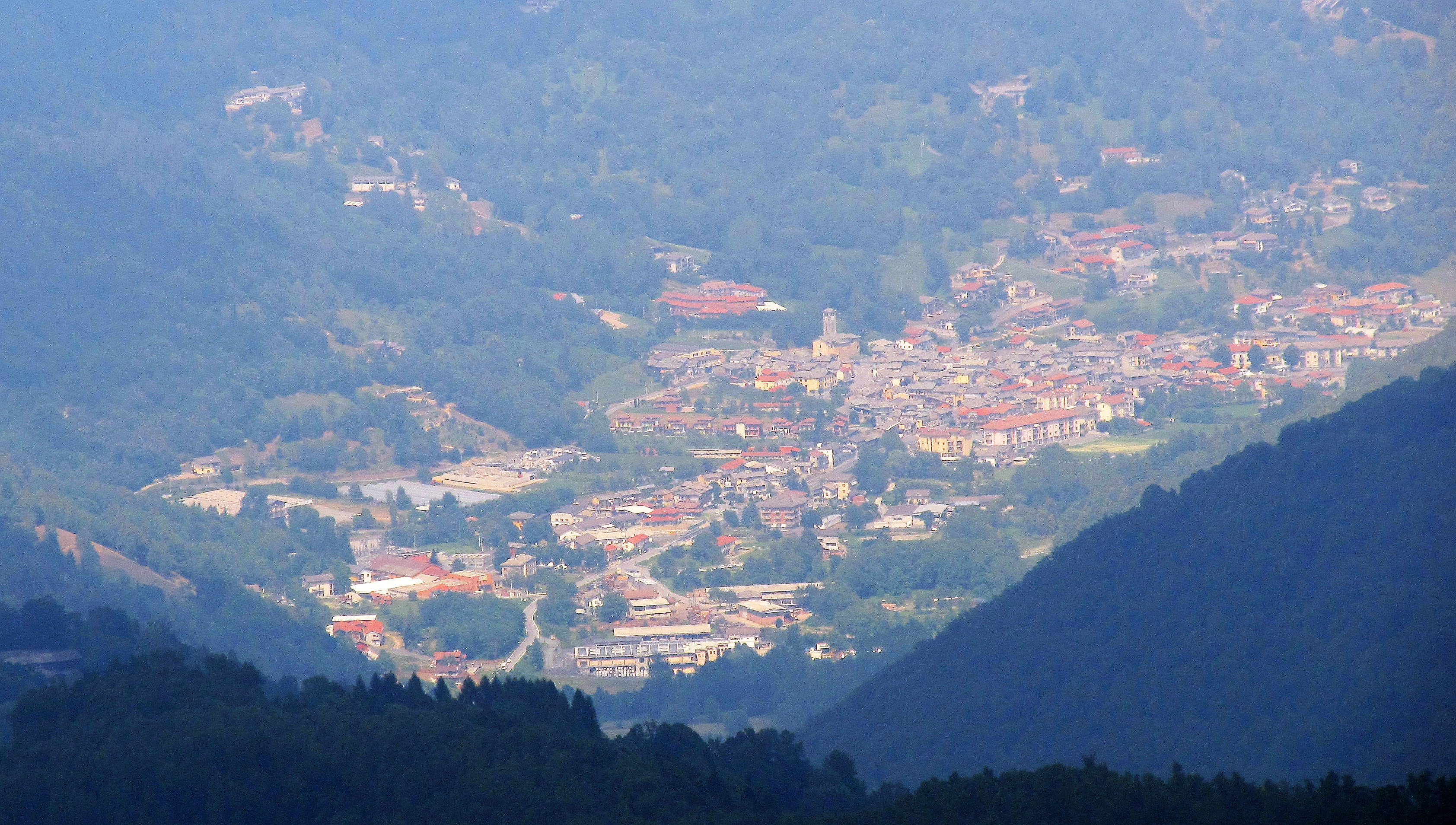
Panorama

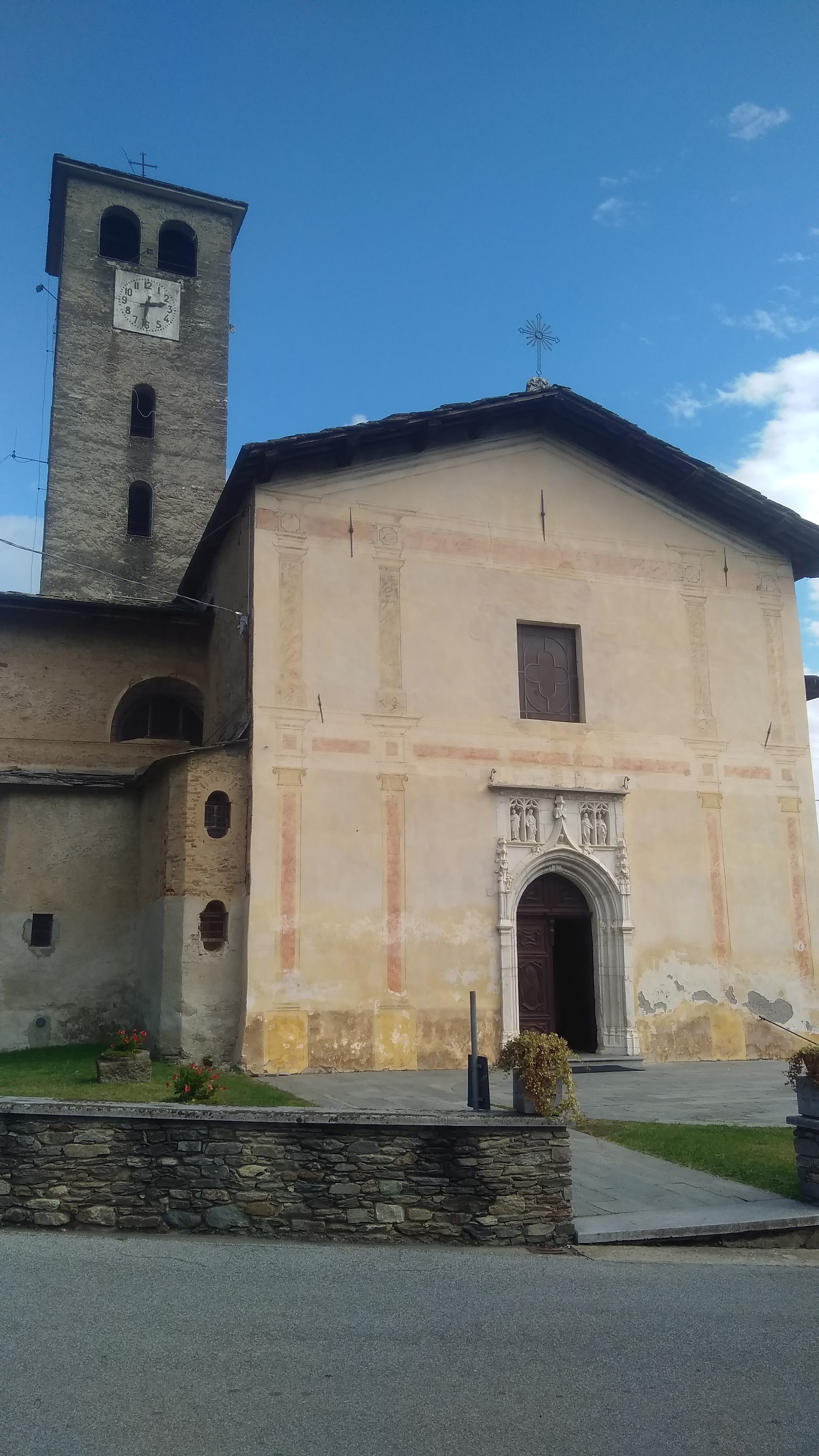
Pfarrkirche Sant’Andrea

Die ersten sicheren Informationen über die Stadt stammen aus dem 12. Jahrhundert. Der Überlieferung nach ließen sich umherziehende Gruppen von Sarazenen auf der Suche nach Flucht in den oberen Dörfern des Gilba-Tals nieder, als es um das 11. Jahrhundert gelang, die Überfälle  der Muren zu stoppen, die das Piemont verwüstet hatten. Eine Bestätigung hierfür findet sich im Gemeindewappen.
Im Besitz der Herren von Venasca ging es später an die von Busca, danach an die Markgrafen von Saluzzo und schließlich an die Familie Savoyen über.
Am Freitag, den 19. Januar 2007, wurden alle bisherigen positiven Temperaturrekorde, bei einer Winterhitzewelle, gebrochen. Seit Beginn der Messungen im Jahr 1763 wurde in Italien noch nie ein so heißer Januar registriert. Die höchste gemessene Temperatur wurde in Brossasco mit 29,4 °C erreicht, ein Wert über dem durchschnittlichen Höchstwert für Juli. Die durchschnittliche Höchsttemperatur im Januar in Brossasco liegt normal bei etwa 3 °C.

## Sehenswürdigkeiten
- Die Pfarrkirche Sant’Andrea, die im 17. Jahrhundert fast vollständig umgebaut wurde und über ein gotisches Portal und ein Taufbecken aus dem 15. Jahrhundert verfügt
- Die Kapelle San Rocco aus der Mitte des 14. Jahrhunderts, die zu Ehren des Schutzpatrons der Bevölkerung während häufiger Pestepidemien erbaut wurde, mit Fresken aus dem frühen 16. Jahrhundert
- Die Kapelle San Sebastiano
- Eine Spitzbogentür, Überbleibsel der antiken Befestigungsanlagen
- Verschiedene Gebäude mit Fassaden, die mit Fresken aus dem 15. Jahrhundert geschmückt sind
- Die „Bruderschaft“ mit einer Struktur aus dem 18. Jahrhundert, die noch mittelalterliche Spuren aufweist.